# پارامانیا
پارامانیا (انگلیسی: Paramania) شرکت هوافضای بریتانیایی است، که در سال ۲۰۰۲ توسط مایک کمپبل جونز تأسیس شد.